# Гюнтер Бахманн
Гюнтер Бахманн (нім. Günther Bachmann; 13 грудня 1890, Кіль — 8 лютого 1918, Дуврська протока) — німецький офіцер-підводник, оберлейтенант-цур-зее кайзерліхмаріне.

## Біографія
1 квітня 1909 року вступив на флот. Учасник Першої світової війни. З 26 серпня 1917 року — командир підводного човна SM UB-16, з 25 грудня 1917 року — SM UB-38. 8 лютого 1918 року човен підірвався на мінному полі під час втечі від есмінців. Всі 27 членів екіпажу загинули.
Всього за час бойових дій потопив 2 кораблі загальною водотоннажінстю 2380 тонн.
| Дата          | Назва корабля | Тип      | Тоннаж | Вантаж             | Загиблі | Країна             |
| ------------- | ------------- | -------- | ------ | ------------------ | ------- | ------------------ |
| 5 січня 1918  | Birtley       | Пароплав | 1,438  | Баласт             | 18      | Британська імперія |
| 3 лютого 1918 | Lofoten       | Пароплав | 942    | Генеральні вантажі | 17      | Британська імперія |

## Звання
- Морський кадет (1 квітня 1909)
- Фенріх-цур-зее (12 квітня 1910)
- Лейтенант-цур-зее (19 вересня 1912)
- Оберлейтенант-цур-зее (2 травня 1915)

## Нагороди
- Залізний хрест 2-го і 1-го класу